# Дялу-Морій
Дялу-Морій (рум. Dealu Morii) — село у повіті Бакеу в Румунії. Входить до складу комуни Дялу-Морій.
Село розташоване на відстані 227 км на північний схід від Бухареста, 41 км на південний схід від Бакеу, 97 км на південь від Ясс, 112 км на північний захід від Галаца, 148 км на північний схід від Брашова.

## Населення
За даними перепису населення 2002 року у селі проживали 1045 осіб, усі — румуни. Усі жителі села рідною мовою назвали румунську.